# Павло Бут
Павло Бут  (власне Павлó Михнóвич, прізвисько Павлюк, пол. Paweł Michnowicz; Paweł Pawluk) (нар. не раніше XVI століття — пом. 9 квітня 1638) — гетьман Війська Запорозького Низового, керівник повстання 1637 року. 
| Народився | Кульчиці, Руське воєводство, Річ Посполита |

## Життєпис
| Народився | Кульчиці, Руське воєводство, Річ Посполита. Ймовірно був ногайським чи кримським татарином. Припускають, що під час одного з походів його дитиною привезли до Речі Посполитої. Микола Потоцького називає Павлюка вихідцем з Орди. |

Згадується в серпні 1630 р., відколи брав участь у козацькій раді на Масловому ставі, невдовзі повертається у Чигиринський полк, де служить сотником.
У серпні 1635 року Бут перебував у складі запорожців Івана Сулими, котрий зруйнував щойно збудовану фортецю у Кодаку. Схопленого, серед інших учасників виступу, його засуджено до смертної кари у Варшаві, однак за нього заступився великий канцлер коронний Томаш Замойський, після чого Павлюка помилували.
На початку 1637 року на чолі частини запорожців вирушив у похід на допомогу кримському ханові Інаєт Ґераю, який намагався позбутися залежності від Османської імперії і вів боротьбу проти її ставленика Кантемира-мурзи. В результаті походу на Крим козаки здобули чимало зброї, захопили коней. Навесні 1637 року повернулися на Запорожжя.
Під час відсутності Павлюка в Україні почалися заворушення серед козаків з приводу невиплати їм урядом Речі Посполитої грошового утримання. Тож обурений Павлюк на початку травня 1637 року з загоном у двісті чоловік, за допомоги черкаських реєстровців, захопив гармати в Корсуні та вивіз їх на Січ. Гетьман Василь Томиленко відіслав гінця до Павлюка з вимогою повернути на місце гармати, але той відмовив. Прибічники уряду, з частини старшини реєстрових, звинуватили Томиленка в потуранні черні, усунули його від керівництва та обрали гетьманом Саву Кононовича, родом московита. Дізнавшись про переворот, Павлюк вийшов із Січі, та зупинившись кошем біля Крилова, відрядив загін козаків у Переяслав, де стояв Кононович. Гетьмана схопили, привезли до Крилова та разом з кількома старшинами розстріляли. В цей час, в червні 1637 року, на Запорожжі відбулась козацька рада, на якій Павла Бута обрали гетьманом Війська Запорозького. 11 жовтня 1637 року Павлюк видав універсал усьому українському козацтву, міщанству та поспільству з закликом усіх проти «ворогів народу руського християнського та давньої грецької віри», а сам, залишивши замість себе в Україні Карпа Скидана, пішов до Січі.
Після Кумейківського бою 6 грудня 1637 року Павлюк з частиною козаків відійшов на Південь, щоб зібрати підкріплення. Під Боровицею (поблизу Черкас) загін з'єднався з головними силами повстанців, що їх очолював Дмитро Гуня.
Після капітуляції реєстровців під Боровицею 20 грудня Павлюк потрапив до рук гетьмана коронного Миколая Потоцького після того, як козаки-повстанці дали згоду видати ватажків після запевнень представника короля Адама Киселя. Останній запевняв, що король помилує їх, а повстанці довіряли авторитету А. Киселя.
Однак на лютневому сеймі 1638 року шляхта зневажила як короля, так і А. Киселя, який під час виступу нагадував, що інакше повстанці вели б бій до смерті. Зокрема, на голову Павлюка пропонували надягти розпечену корону, в руки дати розпечений скіпетр. Нагадування А. Киселя про добровільну здачу до уваги не взяли. Король скасував буфонську страту.
Павло Бут був страчений разом з іншими ватажками у Варшаві на початку лютого 1638 року (відрубали голову, потім настромили на кіл).

## Вшанування пам'яті
- У місті Дніпрі існує вулиця Павла Бута.
- У місті Світловодську також існує вулиця Павла Бута.
- У містах Кропивницький та Черкаси є провулок Павла Бута.
- У місті Київ є вулиця Гетьмана Павла Бута.[6]
- У місті Кривий Ріг вулицю Спартака перейменували на вулицю Гетьмана Бута.[7]